# George Tupou V.
George Tupou V. (4. května 1948 – 18. března 2012 jako Siaosi Tāufa'āhau Manumataongo Tuku'aho Tupou V.) byl od 11. září 2006 do 18. března 2012 pátý král Tongy. Byl nejstarším synem bývalého krále George IV., který zemřel v roce 2006.

## Mládí
George V. se narodil 4. května 1948 na ostrově Tongatapu jako nejstarší syn zesnulého krále George IV. (1918–2006) a královny Halaevalu Mataʻaho ʻAhomeʻe (1926). 4. května 1966 byl jmenován korunním princem. V každodenním životě však byl lépe známý pod tradičním titulem Tupouto'a.
Král navštěvoval základní školu ve Švýcarsku a střední školu na King's Collage v Aucklandu a The Leys School v Cambridge a pokračoval ve studiu na Oxfordské univerzitě a královské vojenské akademie Sandhurst v Anglii.

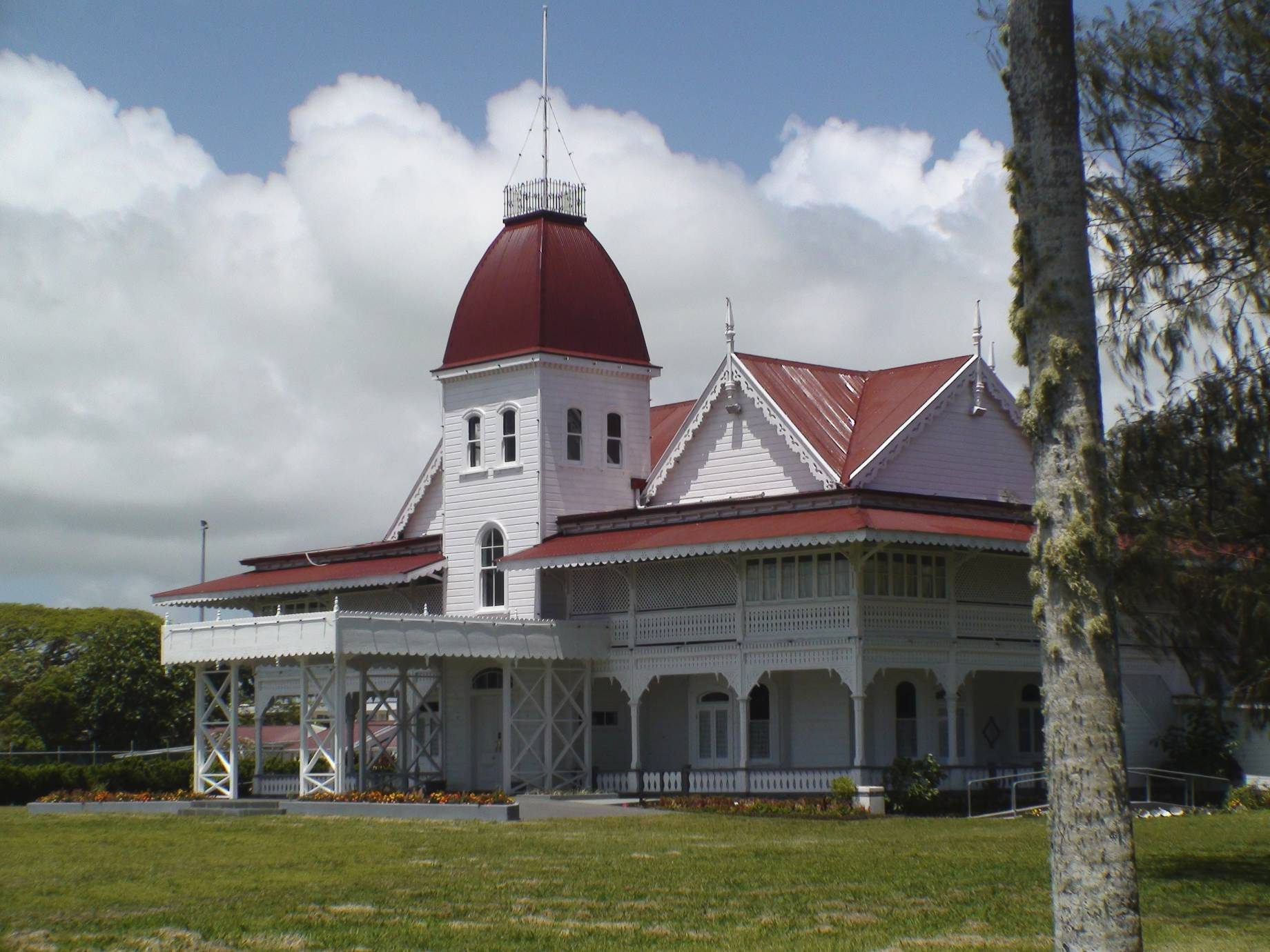
Tonžský královský palác v Nukua'lofa

## Korunní princ
Jako korunní princ byl George V. významnou osobou v tonžské politice a v letech 1979–1998 byl ministrem zahraničních věcí. Tvoří důležitou roli v domácím i zahraničním podnikání a je předsedou Shoreline Group / Tonfön a zástupcem tonžského konzulátu v Hongkongu.

## Král
11. září 2006 se George Tupou stal pátým tonžským králem. Byl také 23. držitelem tradičního titulu Tu'i Kanokupolu.
1. srpna 2008 byl v zahradách královského paláce v hlavním městě Nuku'alofa slavnostně korunován tonžskými korunovačními klenoty.
George Tupou V. byl několikrát obviněn některými politiky, že nerespektuje tradiční zvyky tohoto království. Díky svému vzdělání na Novém Zélandu, ve Švýcarsku a Spojeném království byl považován za spojence západního světa. Jeho odmítnutí, aby se podřídil Sabbathu, jak vyžadují tonžské zákony, bylo předmětem kritiky.
V roce 2006, na počátku své vlády, se musel vypořádat s lidovými nepokoji, organizovanými tzv. hnutím za demokracii.
29. července 2008 se král rozhodl vzdát části svých pravomocí ve prospěch parlamentu, což znamenalo změnu z absolutní monarchie na konstituční monarchii.
Zemřel bezdětný v roce 2012. Nástupcem se stal jeho mladší bratr Tupou VI.

## Vyznamenání
- čestný rytíř-komandér Řádu britského impéria – Spojené království, 25. srpna 1958[1]
- čestný rytíř velkokříže Královského řádu Viktoriina – Spojené království, 9. března 1970[1]
- čestný rytíř velkokříže Řádu svatého Michala svatého Jiří – Spojené království, 14. února 1977[1]
- Nejctihodnější řád sv. Jana Jeruzalémského – Spojené království, 30. července 2008
- velkokříž Záslužného řádu Maďarské republiky – Maďarsko, 15. září 2011
- velkokříž Řádu Františka I. – Bourbon-Obojí Sicílie, 28. února 2012[2]
- důstojník Řádu čestné legie – Francie
- rytíř Řádu devíti drahokamů – Thajsko
- velkostuha Řádu Chula Chom Klao – Thajsko